# Rafael Medina y Vilallonga
Rafael de Medina y Vilallonga (Bilbao, 1905 - Sevilla, 28 de julio de 1992), duque de Alcalá iure uxoris y luego duque de Medinaceli iure uxoris, fue un político y abogado español miembro de falange española. Durante la dictadura de Francisco Franco fue alcalde de Sevilla en el periodo 1943-1947 y procurador a Cortes.

## Biografía
Durante la Guerra Civil Española combatió en el bando sublevado, en la conocida como «Guardia Cívica», que mandaba el comandante Alfredo Erquicia Aranda, unidad especializada en la represión de retaguardia que sembró el terror en los pueblos de Huelva y Sevilla durante los primeros años de la Guerra Civil. Fue compañero del temido Ramón de Carranza en la represión de los pueblos del Aljarafe sevillano. Después de participar activamente en la sublevación franquista, pasó a formar parte de la columna del terror que se integra en la llamada Policía Montada. Este grupo paramilitar se dirigió a Huelva desde Sevilla para realizar tareas de “limpieza” por los pueblos del suroeste desde agosto de 1936 hasta marzo de 1937, cuando la columna pasó a la Falange.
Durante su periodo de gestión en la alcaldía de Sevilla, el ayuntamiento tenía una situación económica insostenible con una asfixiante deuda que en octubre de 1943 alcanzó los 150 millones de pesetas y numerosos problemas, entre ellos el deficiente abastecimiento de agua y escasez de viviendas, lo que originó la aparición de diferentes suburbios llenos de infraviviendas y chabolas. El desbordamiento del Guadalquivir de marzo de 1947, hizo que la ciudad sufriera una de las peores inundaciones de su historia, estimándose el número de personas afectadas en más de 10 000. A lo largo de su mandato inauguró el nuevo templo de la Hermandad de El Cachorro (Sevilla) y auspició el nombramiento de Sevilla como "Ciudad Mariana" (1946), incorporando este adjetivo al apelativo de la ciudad. Fue asimismo procurador en las Cortes durante el franquismo en representación de la Administración Local en el periodo 1943-1946.

## Familia
Hijo de Luis de Medina y Garvey (Sevilla, c. 1875 - Sevilla, 1952), hijo de los III marqueses de Esquivel, y de Amelia de Vilallonga e Ybarra (3 de agosto de 1873 - 1953) hija de la beata Rafaela Ybarra de Vilallonga y hermana del Conde de Vilallonga, se casó en Sevilla el 12 de enero de 1938 con la aristócrata Victoria Eugenia Fernández de Córdoba, hija de Luis Fernández de Córdoba y Salabert, a quien sucedió como cabeza de la casa de Medinaceli con el título de XVIII duquesa de Medinaceli. Fue padre de cuatro hijos:
- Ana de Medina y Fernández de Córdoba, XII Marquesa de Navahermosa (Sevilla, 2 de mayo de 1940 - Madrid, 7 de marzo de 2012),[6] casada en primeras nupcias, en 1961 con el Príncipe Maximiliano von Hohenlohe-Langenburg. Divorciados en 1982, contrajo matrimonio en segundas nupcias con Jaime de Urzaiz y Fernández del Castillo en 1985. Con descendencia, fruto de su primer matrimonio.

- Luis de Medina y Fernández de Córdoba, IX Duque de Santisteban del Puerto, grande de España (Sevilla, 4 de junio de 1941 - Sevilla, 9 de febrero de 2011), casado en 1969, con Mercedes Conradi y Ramírez, con descendencia.

- Rafael de Medina y Fernández de Córdoba, XIX Duque de Feria, grande de España (Sevilla, 10 de agosto de 1942 - 5 de agosto de 2001), casado en 1977 con Natividad Abascal y Romero-Toro, con descendencia.

- Ignacio Medina y Fernández de Córdoba, XX Duque de Segorbe, grande de España (Sevilla, 23 de febrero de 1947), casado en 1985 con la Princesa María de la Gloria de Orleans-Braganza, con descendencia.